# Fayette County (Texas)
Fayette County je okres ve státě Texas v USA. K roku 2010 zde žilo 24 554 obyvatel. Správním městem okresu je La Grange. Celková rozloha okresu činí 2 486 km².